# Lindenauer Hafen

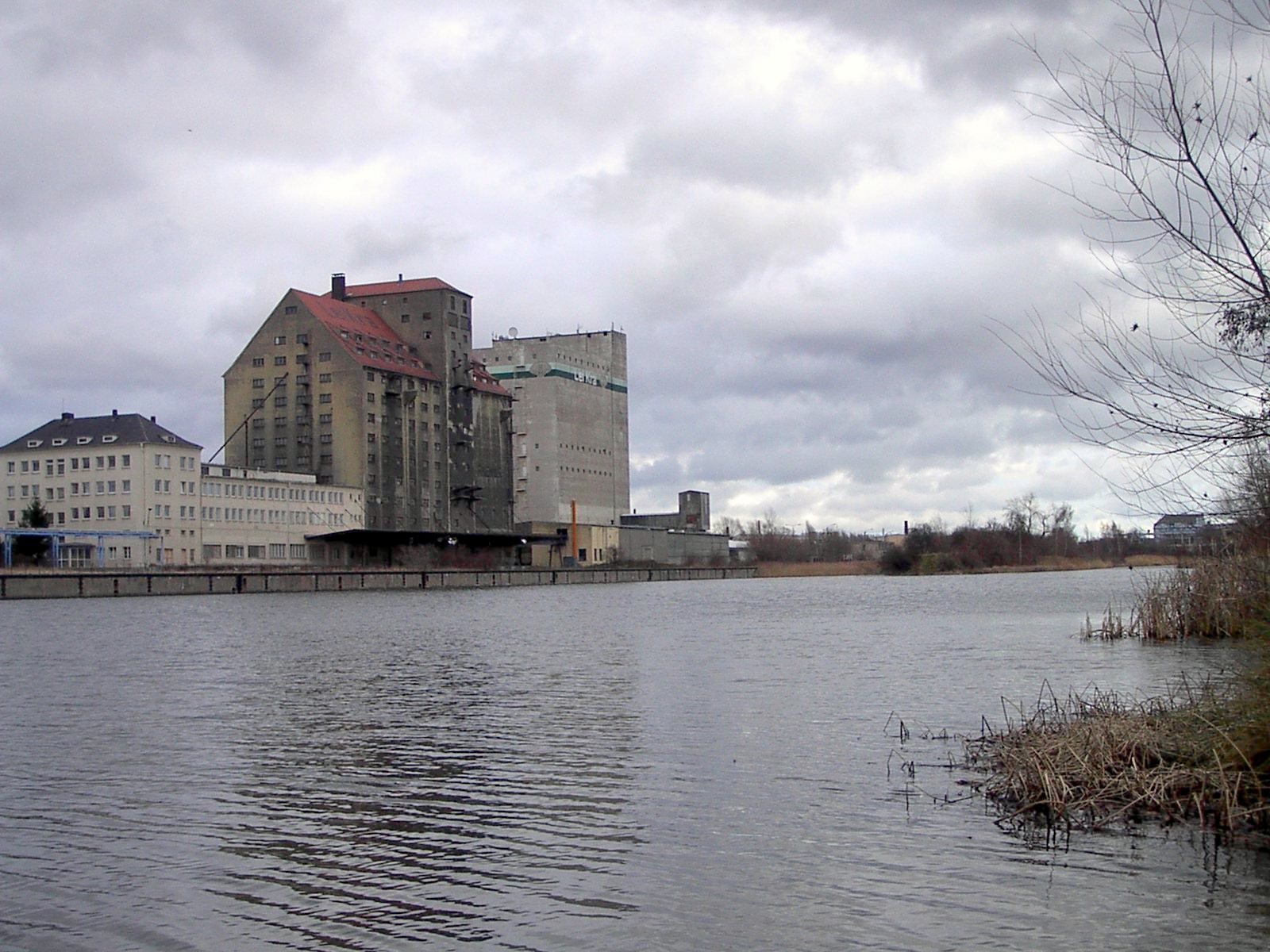
Lindenauer Hafen, Februar 2004

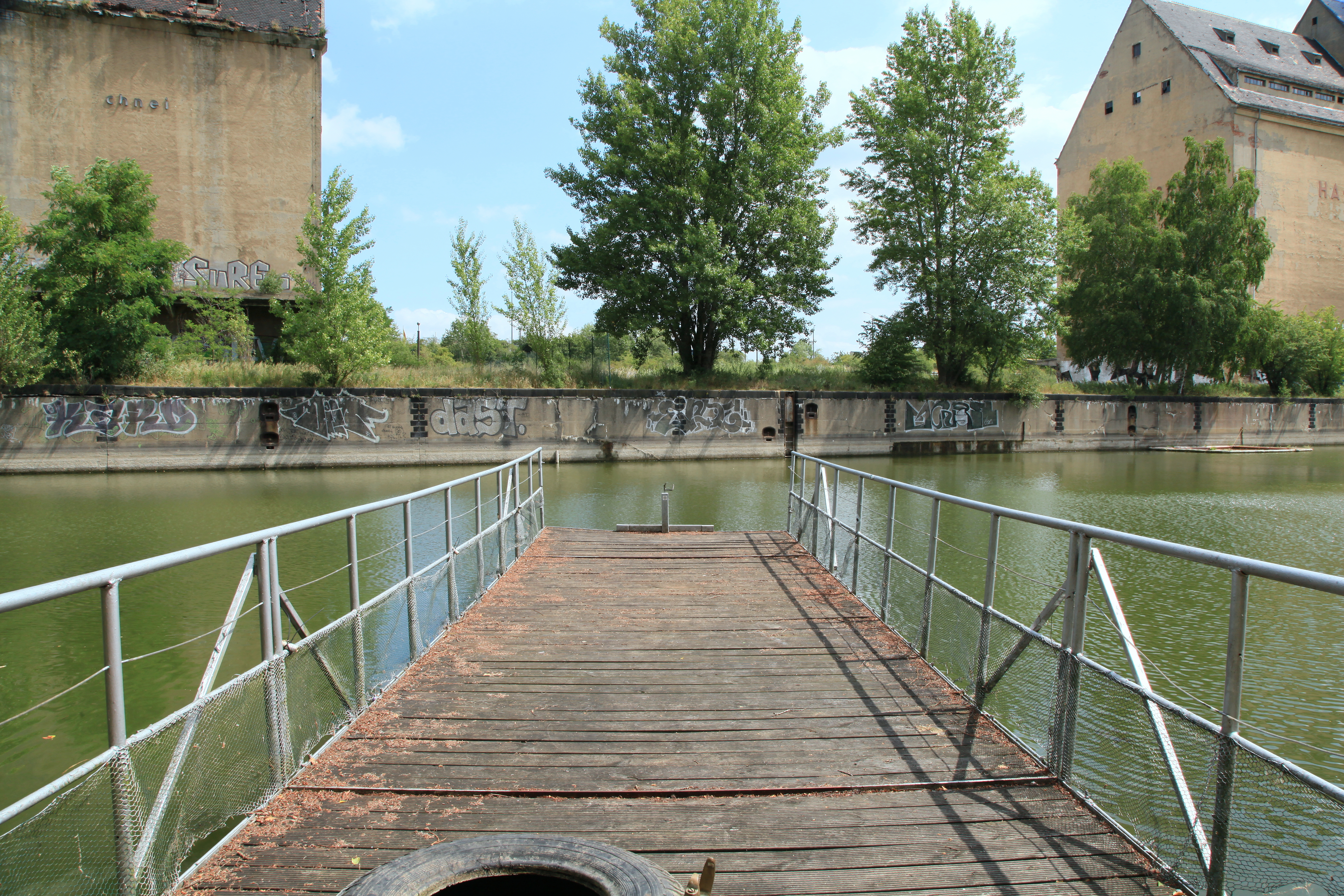
Speicherhäuser Plautstraße 78 und 80 (2015)

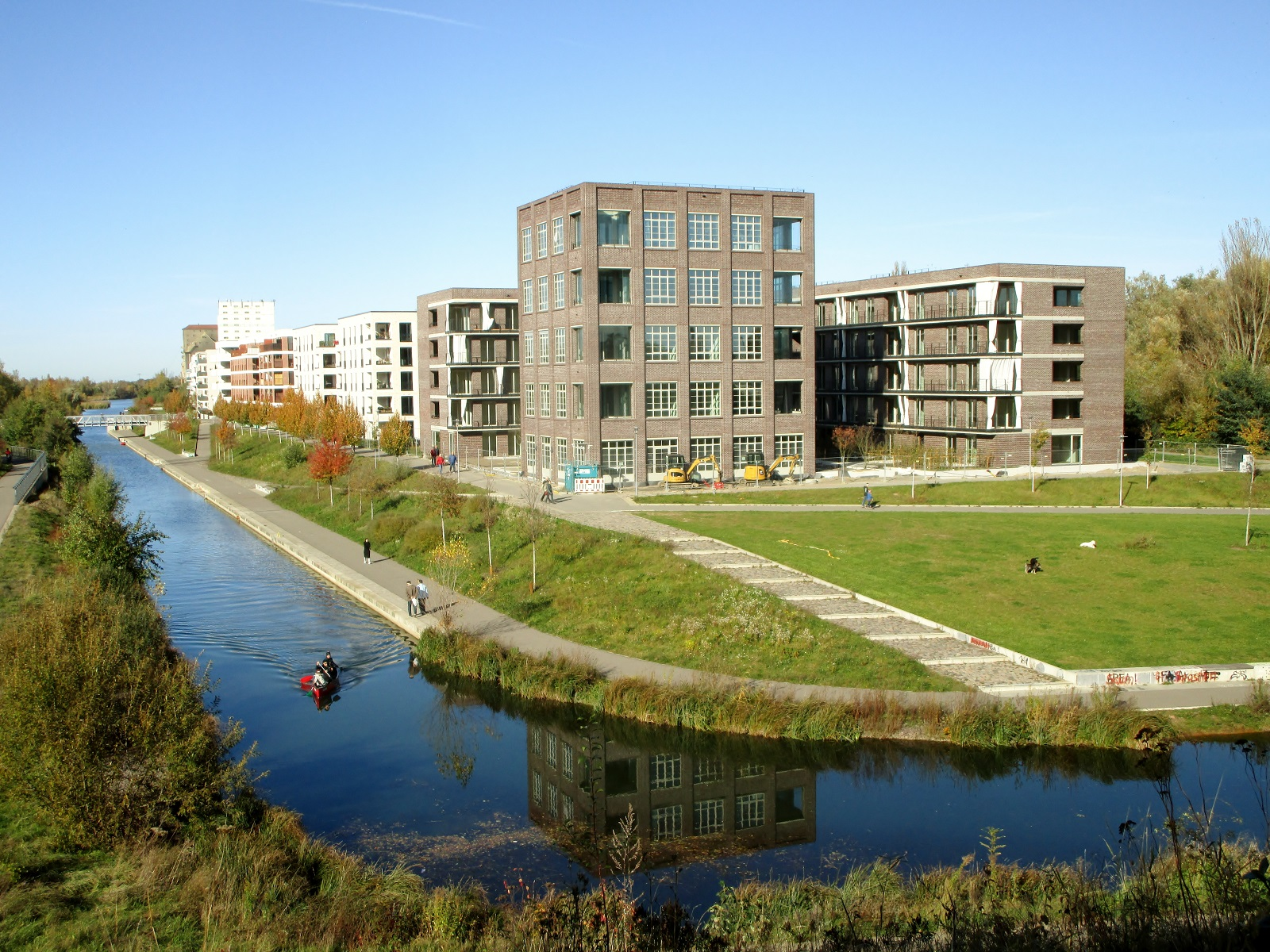
Das mit zwei Architekturpreisen ausgezeichnete Wohnensemble Hafen Eins

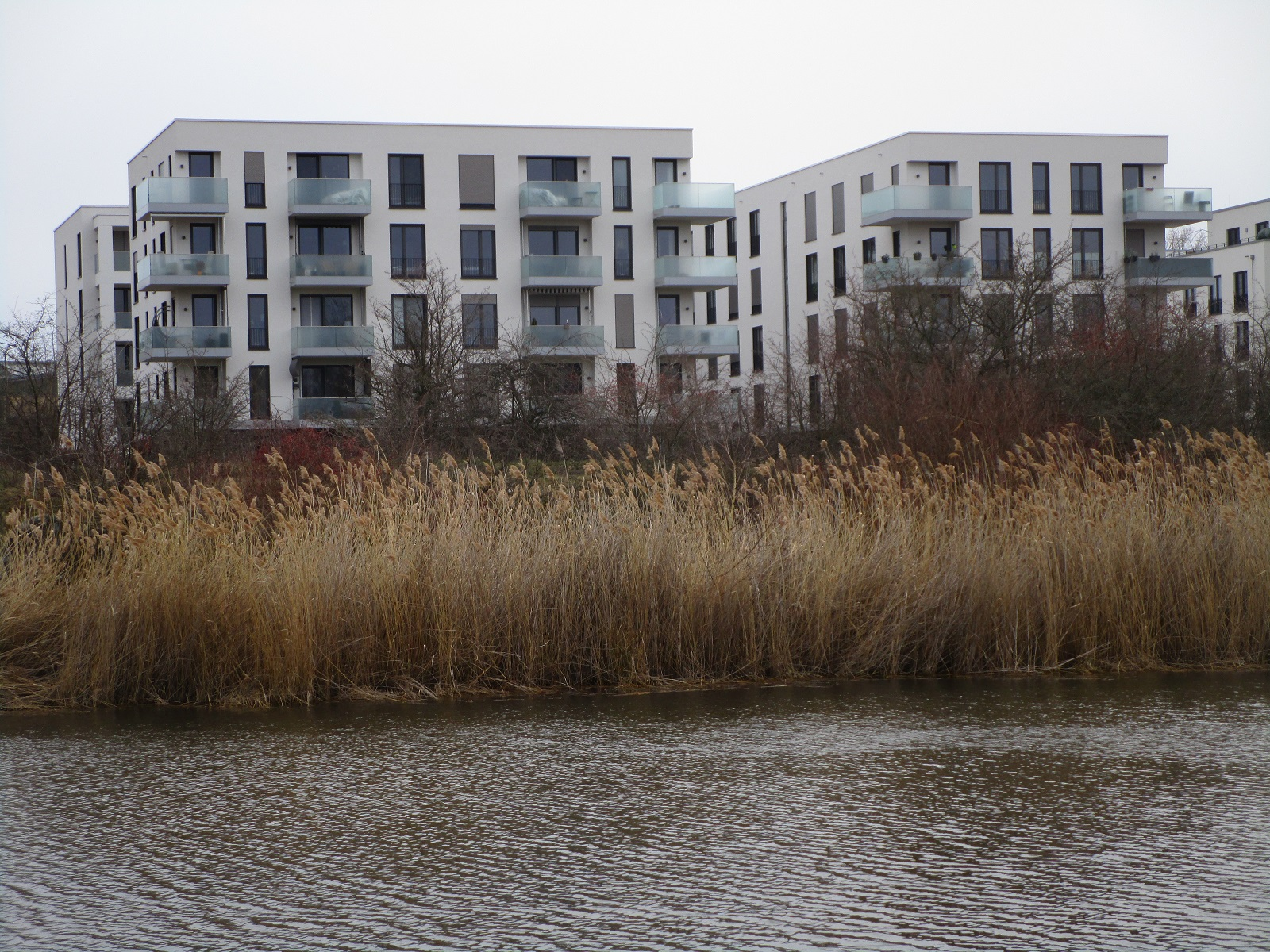
2021 Neue Wohnhäuser am Lindenauer Hafen

Der Lindenauer Hafen in Leipzig gehört zum Projekt Elster-Saale-Kanal. Er wurde 2015 mit dem Karl-Heine-Kanal, der eine Anbindung an die Weiße Elster hat, verbunden. Entgegen seinem Namen liegt der Hafen nicht im Stadtteil Lindenau, sondern zwischen den Stadtteilen Neulindenau, Grünau-Ost und Schönau.

## Geschichte
Baubeginn war im Mai 1938. Im Frühjahr 1943 wurden die Arbeiten eingestellt, wobei große Teile, unter anderem drei Speicherhäuser, die Hafenbahnanlage und der Anschluss zur Industriebahn PX bereits fertiggestellt waren. Die Anbindungen an den Elster-Saale-Kanal und den Karl-Heine-Kanal waren jedoch unvollendet. Der Hafen war dadurch bis 2015 auf dem Wasserweg nicht erreichbar und ist es auch weiterhin nicht für Frachtschiffe.
Vorgesehen waren zwei Umschlag-Hafenbecken mit je einer Länge von 1000 Metern, einer Breite von 90 Metern und einer Tiefe von sechs Metern sowie zwei Industriehäfen nördlich der Umschlagbecken.
Bis in die 1990er Jahre wurden die bereits fertiggestellten Speicher- und Lagergebäude des Hafens genutzt. Seitdem verfallen die Gebäude auf dem fast 40 Hektar großen Gelände. Das Hafengelände war in Leipzigs Bewerbung für die Austragung der Olympischen Spiele 2012 für das olympische Dorf vorgesehen.
Im Zuge des Projekts „Wasserstadt Leipzig“ wird erneut an einem Ausbau des Lindenauer Hafens und einem Anschluss an das europäische Wasserstraßennetz gearbeitet. Die Nutzung soll dabei vor allem im touristischen und freizeitlichen Bereich liegen. Dabei sollen der Hafen, der Karl-Heine-Kanal und der Elster-Saale-Kanal ausgebaut, erneuert bzw. fertiggestellt werden. Dasselbe Ziel verfolgt der seit 2007 bestehende Saale-Elster-Kanal Förderverein. Am 18. Juli 2012 wurde die Verlängerung des Karl-Heine-Kanals zum Hafen durch den Stadtrat beschlossen. Für den Anschluss erfolgte am 13. September 2012 der erste Spatenstich durch Oberbürgermeister Burkhard Jung.
Am 29. Januar 2015 wurde begonnen, die 665 Meter lange Anbindung des Karl-Heine-Kanals an den Lindenauer Hafen zu fluten. Der Vorgang war planmäßig drei Wochen später abgeschlossen. Am 2. Juli 2015 folgte die Einweihung der Verlängerung des Karl-Heine-Kanals. Bevor die 75 Meter lange Verbindung zum Elster-Saale-Kanal hergestellt werden kann, muss im Karl-Heine-Kanal südlich der Luisenbrücke ein Sperrwerk für Hoch- und Niedrigwasserfälle errichtet werden.
Zwischen 2010 und 2013 wurde auf Grundlage der Masterplanung für ein 17 Hektar großes Teilgebiet ein Bebauungsplan erarbeitet. Nach einer Neuordnung der Grundstücke konnten diese ab 2013 für den Bau von Wohnungen vermarktet werden. Anfang 2021 sind zahlreiche Wohnhäuser bereits errichtet und der Rest am Markt platziert – bis 2022 sollten hier insgesamt rund 480 Wohnungen entstehen, eine Kindertagesstätte mit 205 Plätzen sowie acht bis zehn Gewerbeeinheiten.
Auch eine Promenade am Hafenbecken wurde geschaffen. Am Lindenauer Hafen ist in den vergangenen Jahren ein neues, wassernahes Stadtviertel entstanden.
In den Jahren zwischen 2004 und 2020 wurden vor Ort insgesamt 19,63 Millionen Euro investiert, etwa aus den Programmen Stadtumbau Ost sowie Städtebauliche Sanierungs- und Entwicklungsmaßnahme. Bei der Vermarktung der Grundstücke wurden zudem rund 10,5 Millionen Euro eingenommen.
Der Neubau Wohnensemble Hafen Eins oder die Sehnsucht nach Meer wurde mit dem Architekturpreis des BDA Sachsen 2021 ausgezeichnet. Architekten: W&V Architekten GmbH und bbz landschaftsarchitekten Berlin bdla. Mit dem Architekturpreis der Stadt Leipzig 2021 wurden das Wohnensemble Hafen Eins und das kooperative Wohnprojekt „OurHaus“ – ebenfalls am Lindenauer Hafen – ausgezeichnet.
Mit Fertigstellung des neuen Wohngebietes wurde die Endhaltestelle der LVB-Buslinie 60 in die Hafenstraße am Lindenauer Hafen verlegt.

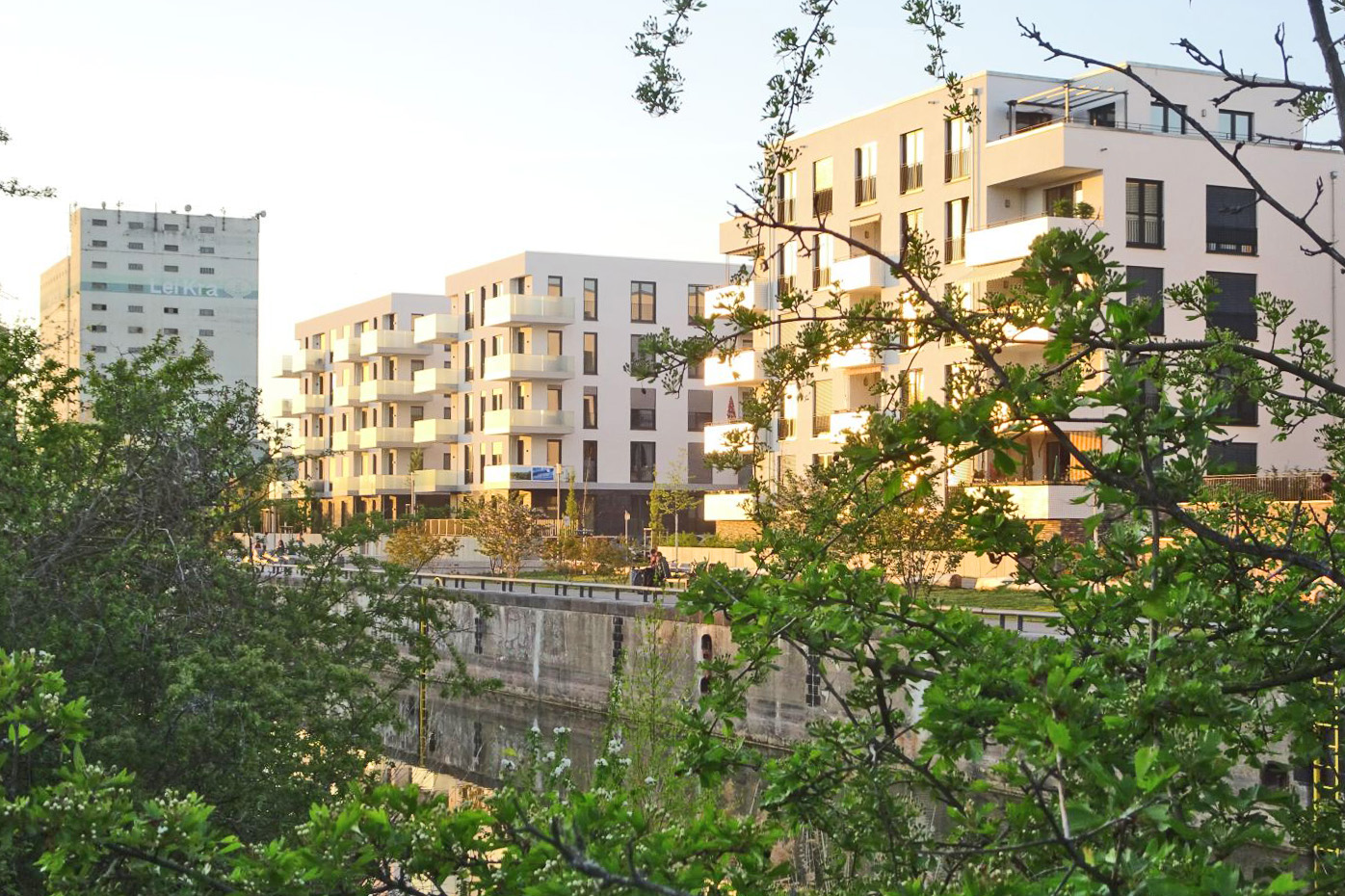
Wohnhäuser an der für das olympische Dorf vorgesehenen Stelle (2020)
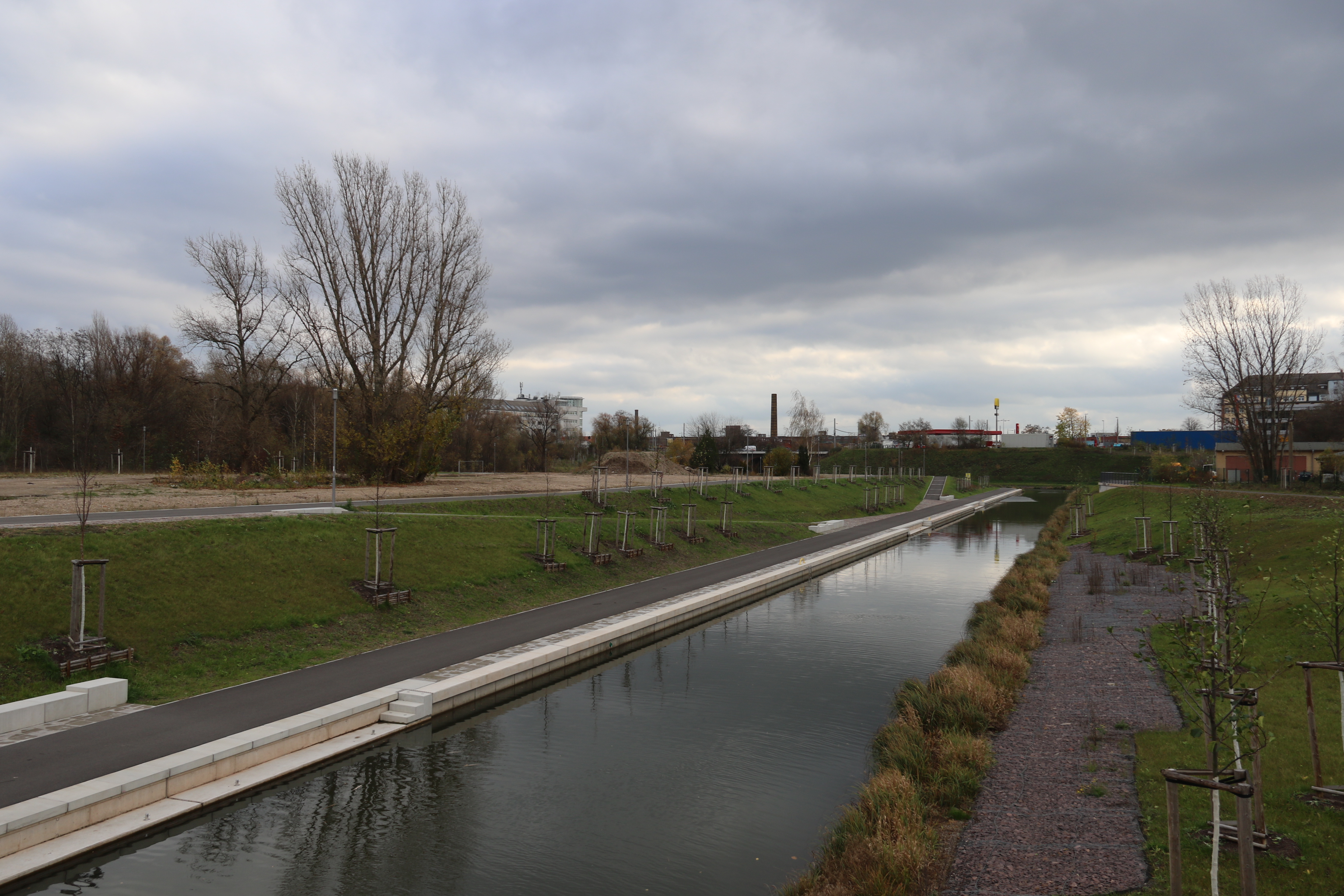
Neue Wege am Lindenauer Hafen – Blick nach Osten, 2015
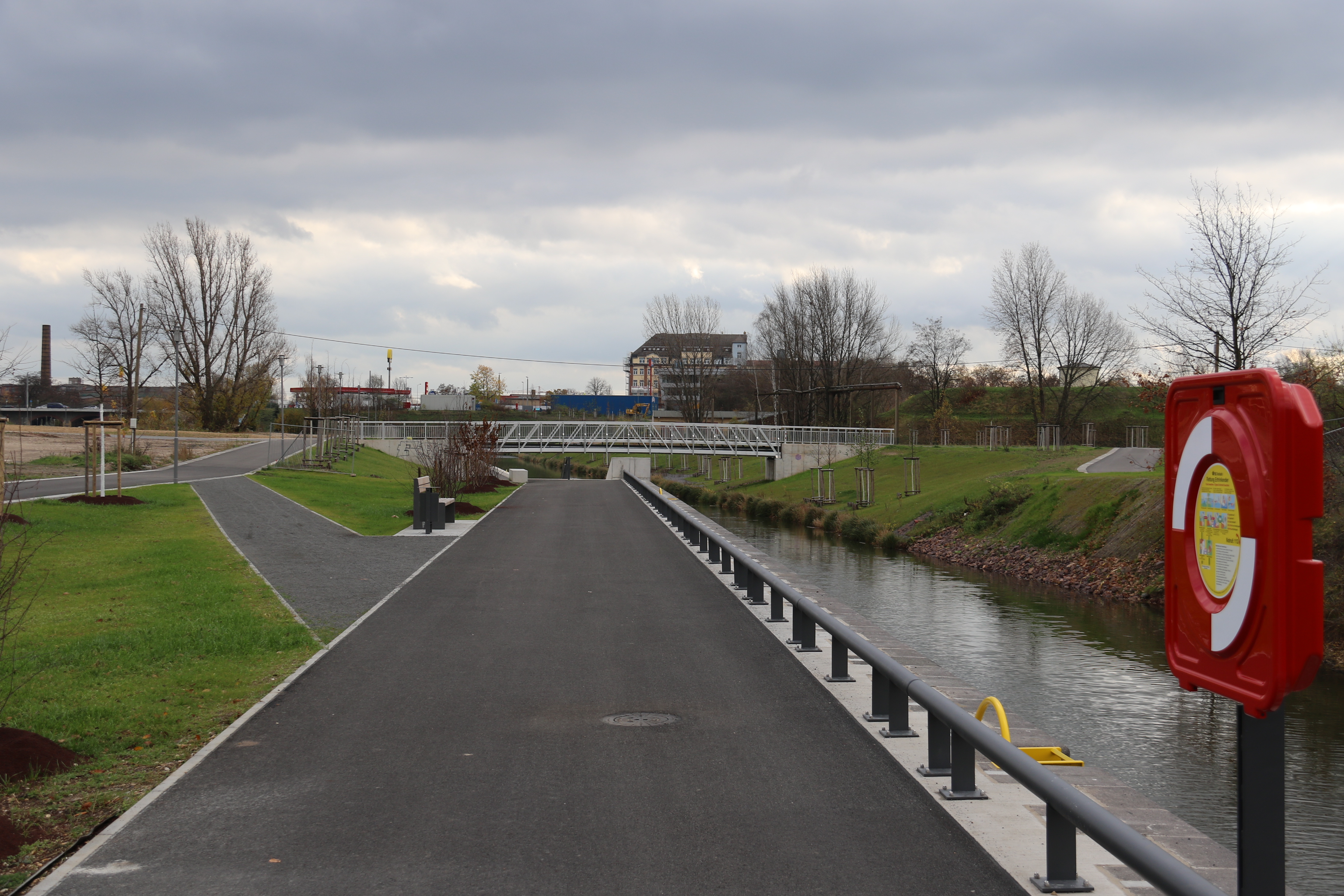
Fußgängerbrücke über den Verbindungskanal
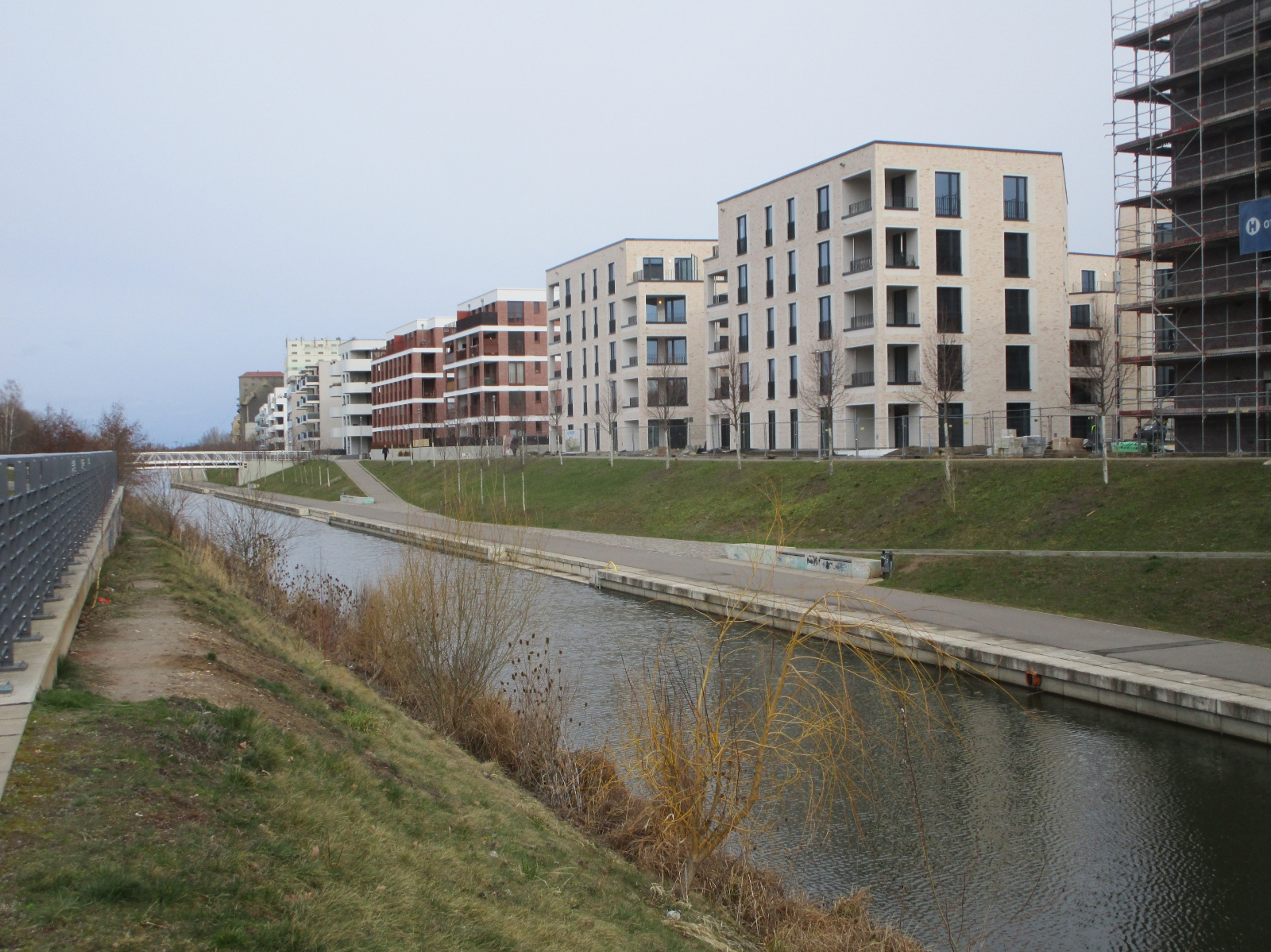
Neues Wohngebiet Lindenauer Hafen 2021
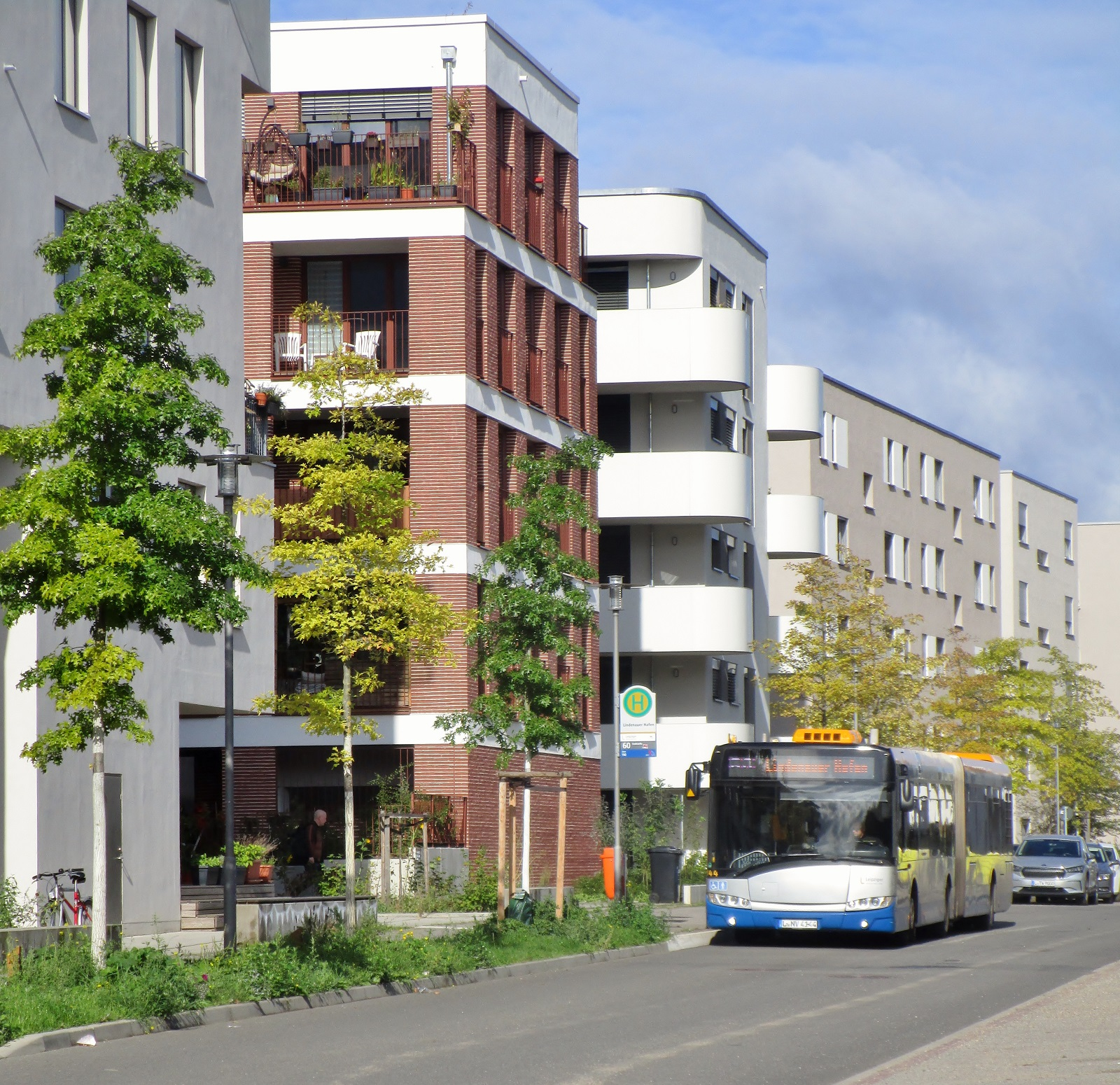
Busendhaltestelle Lindenauer Hafen (2022)